# Гребен (птица)
Вижте пояснителната страница за други значения на Гребен.
Гребен е анатомична особеност, срещаща се на главата на някои кокошоподобни. Среща се също така на главата или на гърба на някои динозаври. Тяхната функция не е много добре разбрана. Примери за птици, които имат гребен на главата, са пуйки, кокошки, петли и фазани. При повечето от тях гребенът е червен, но се среща и в сиво, и в синьо.
Гребените се използват като храна в някои кухни, например френската.